# Brezarić
Brezarić is een plaats in de gemeente Krašić in de Kroatische provincie Zagreb. De plaats telt 306 inwoners (2001).